# Cirrhophanus duplicatus
Cirrhophanus duplicatus là một loài bướm đêm trong họ Noctuidae.